# Luigi Canina
Luigi Canina (nacido el 23 de octubre de 1795 en Casale Monferrato; fallecido el 17 de octubre de 1856 en Florencia) fue un importante arqueólogo y arquitecto italiano.

## Vida
Luigi Canina era hijo de Giacomo Camillo Canina y su esposa Maddalena Robusti. Recibió sus primeros estudios en el Colegio de los Agustinos de la cercana Valenza, donde se dice que mostró su primer interés por la arquitectura. En 1810 se trasladó a Turín y retomó los estudios de arquitectura con Ferdinando Bonsignore (1760-1843) , que enseñaba en la Universidad de Turín desde 1805, y su ayudante Giuseppe Talucchi (1782-1863). Interrumpió sus estudios para hacer su servicio militar en el ejército de Napoleón Bonaparte en los años 1812-1814, y los completó en 1814. Una beca conseguida por recomendación de Talucchi permitió a Luigi Canina trasladarse a Roma en 1818.
En Roma, se dedicó inicialmente a trabajar en una nueva edición de la obra de 1807 de Mariano Vasi (1744-1820/22), hijo de Giuseppe Vasi, para una nueva edición del Itinerario istruttivo di Roma antica e moderna ("Intinerario instructivo de la Roma antigua y moderna") . El arqueólogo italiano, topógrafo y profesor Antonio Nibby, con quien Luigi Canina estaba en contacto directo, fue el responsable de esta nueva edición. 
En 1822, presentó a la Accademia di San Luca un trabajo titulado Anfiteatro Flavio, descritto, misurato e restaurato sobre el Coliseo que fue muy bien recibido y al que añadió 15 dibujos con resultados de estudios y reconstrucciones . Los primeros contactos entre Canina y Giuseppe Valadier deben remontarse a esta época, ya que Valadier estaba ocupado en la excavación y restauración del Coliseo en los años 1819-1822. Al mismo tiempo, esta obra muestra un primer giro hacia las cuestiones arqueológicas y la historia arquitectónica antigua.

### Arquitecto de los Borghese

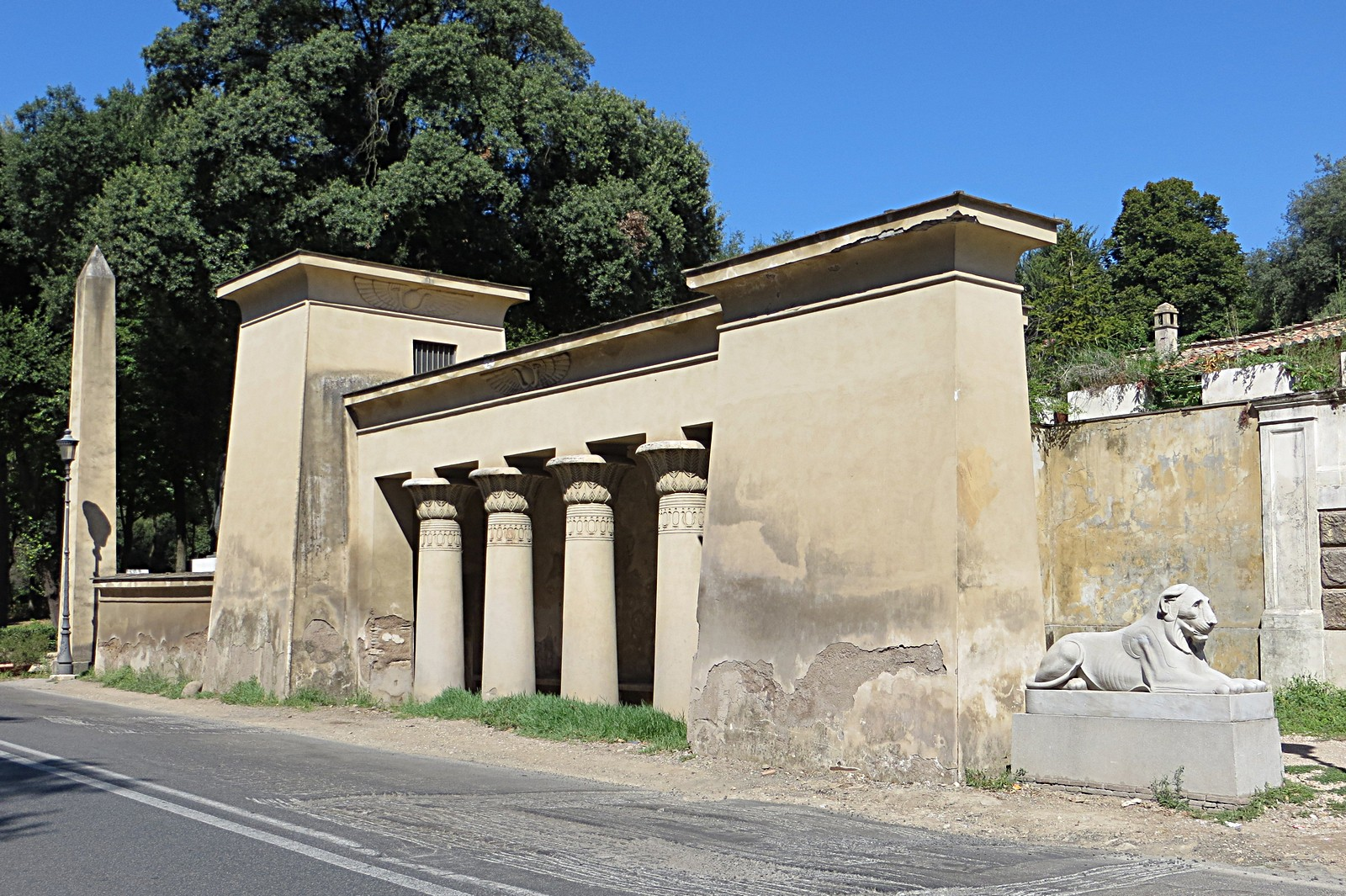
Viaje hacia la Villa Borghese

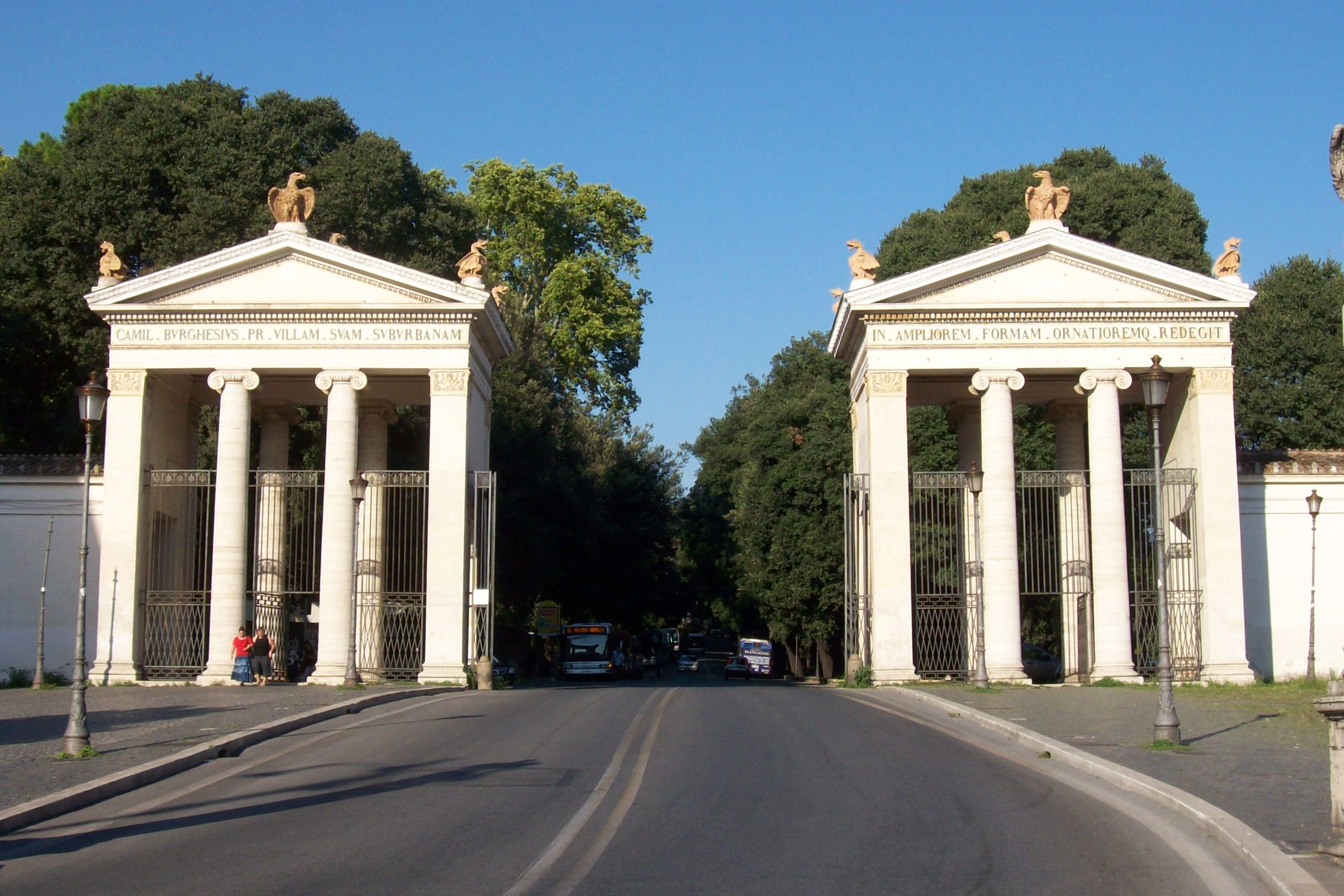
Propylaea of the Villa Borghese

En 1822, Luigi Canina presentó los primeros planes para el diseño de las extensiones recién adquiridas del parque perteneciente a la Villa Borghese de Roma. Con el apoyo del marqués Evasio Gozzani, sucedió a los arquitectos Antonio y Marco Asprucci como arquitecto doméstico de la familia Borghese ya en 1825. En 1825 recibió el encargo de Camillo Borghese de diseñar dos viaductos sobre la carretera de Tre Madonne. En consonancia con los gustos de la época, diseñó uno de ellos en el estilo egipcio clásico con pilones y pórticos flanqueando el viaducto, así como con obelisco. Para el diseño del otro viaducto, se basó en los modelos de arcos de triunfo romanos. Ambos edificios se completaron en 1826-27.
A esta obra le siguió la entrada principal a la Villa Borghese desde la Via Flaminia, iniciada en 1827, que acometió en forma de propylaea de orden jónico. Con estos edificios neoclásico, terminados en 1828 e inaugurados en 1829, Luigi Canina se convirtió en uno de los más importantes exponentes de la arquitectura romana contemporánea. La estructura estaba a la altura de los edificios comparables de Hyde Park y de los propileos de Múnich debidos a Leo von Klenze.
En la década de 1830, con menos encargos –Camillo Borghese había fallecido en 1832–, se sucedieron obras de menor envergadura para los Borghese, lo que hizo que Luigi Canina se decantara por temas arqueológicos y académicos. Sin embargo, en esta década Canina erigió un templo de Asclepio en el parque de la villa Borghese, monumentalizó el camino principal del parque y diseñó una perspectiva de jardín con un templo de estilo corintio. Los trabajos de restauración en la Villa Borghese y en la Villa Turini en el Gianicolo le ocuparon parte de la década de 1830. En los años 1830 y 1840, se ejecutaron en los terrenos del Palazzo Borghese una gran variedad de edificios de Canina.
En 1842, Canina acompañó a María Cristina, reina de Cerdeña-Piamonte, a Turín, y comenzó un periodo de amplios contactos internacionales que le llevaron a Inglaterra en 1845, 1851 y 1856. En 1849 recibió la Medalla Real de Oro del Instituto Real de Arquitectos Británicos. El viaje de 1851 fue para visitar la Gran Exposición, la primera Feria Mundial. En particular, el Crystal Palace del arquitecto Joseph Paxton dejó una impresión duradera en Canina, e intentó integrar el edificio en su concepción de la teoría arquitectónica. En la ligereza de la construcción de acero, vio similitudes con los métodos de diseño de la pintura mural pompeyana. A través del egiptólogo John Gardner Wilkinson, entró en contacto en 1853 con Algernon Percy, VI Duque de Northumberland (1792-1865), que estaba de viaje en Italia. Impresionado por los rediseños de edificios medievales con elementos estilísticos del Renacimiento, el duque de Northumberland quiso que se hiciera lo mismo con el Castillo de Alnwick en Northumberland. El duque encargó inmediatamente a Canina que rediseñara los interiores del castillo y, tras acordar los diseños en 1856, los completó en compañía de su alumno Giovanni Montiroli (1817-1888) y ayudado por el pintor Alessandro Mantovani (1814-1892).
La obra y las reflexiones de Canina como arquitecto siempre estuvieron relacionadas con la arquitectura religiosa, incluida la contemporánea. Aunque estaba dispuesto a aceptar el estilo de decoración neogótica si se sometían a métodos de diseño clasicistas, como een los edificios de Notre-Dame-de-Lorette y St-Vincent-de-Paul en París o St Pancras en Londres, Canina rechazó las tendencias de diseño puramente neogóticas y el giro asociado a la Edad Media. Participó en la renovación de numerosas iglesias de Roma, fue también responsable de la decoración interior de la iglesia Gran Madre di Dio de Turín, diseñada por su maestro Ferdinando Bonsignore, y tenía muy avanzados sus diseños y maquetas para la nueva construcción del Santuario de Oropa cuando murió en Florencia el 17 de octubre de 1856, tras su último regreso de Londres de camino a Roma. Octubre de 1856 en Florencia, posiblemente por una sobredosis deliberada de pastillas que contenían estricnina. Fue enterrado en la basílica Santa Croce de allí.

### Académico y arqueólogo

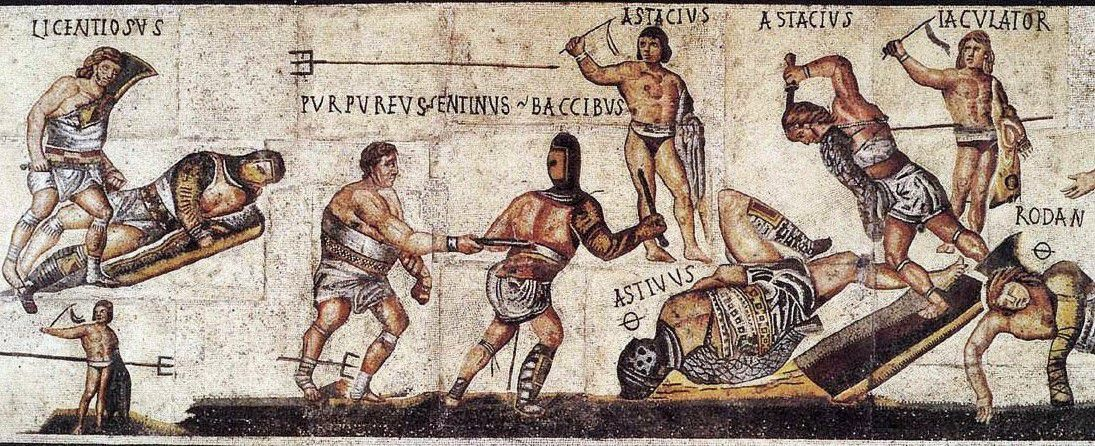
Mosaico de gladiadores en la Galería Borghese, Roma

Debido a su trabajo como arquitecto doméstico para la familia Borghese, su contacto con Giuseppe Valadier pasó a un segundo plano. Sin embargo, siguió teniendo mecenas en los círculos académicos, como Antonio Nibby y el marqués Luigi Marini (1778-1838), que puso su biblioteca a disposición de Canina. Además, Canina fundó su propia imprenta, lo que no sólo supuso un éxito económico, sino también un medio para imprimir sus propias obras. La imprenta fue una de las primeras en hacer de la variante italiana de la tipografía de Giambattista Bodoni su tipografía de cabecera. En 1829, Canina se convirtió en miembro del recién fundado Instituto di corrispondenza archeologica, que posteriormente se convertiría en el Deutsche Archäologisches Institut Rom. En 1833 fue elegido miembro de pleno derecho de la Accademia di San Luca, de la que pasó a ser secretario permanente poco después. En 1834 ingresó en la Pontificia Accademia Romana di Archeologia y en la Accademia dei Virtuosi al Pantheon, y en 1836 en la Academia de Bellas Artes de Viena.
Luigi Canina comenzó a realizar excavaciones en las fincas de los Borghesi. En 1834, descubrió el gran mosaico de gladiadores de la villa de Torrenova, que se encuentra actualmente en la Galleria Borghese de Roma. En los años 1830 y 1840 dedicó una amplia investigación arqueológica a la campiña romana. Con toda una serie de publicaciones, abrió el campo temático al público interesado, especialmente sobre los etruscos, investigando sitios como Caere, Veyes y otras ciudades etruscas medias como Tarquinia.
Las investigaciones de Canina en Tusculum también pertenecen a este marco. Tras la muerte de Luigi Biondi (1776-1839), Canina se hizo cargo de las excavaciones en 1839, que se cuentan entre las más importantes. Dedicó los resultados de sus investigaciones en este campo – Descrizione dell'antico Tuscolo – publicados en 1841 a su patrona María Cristina, reina de Cerdeña-Piamonte. La facultad de filosofía de la Universidad de Tübingen le concedió ese mismo año un doctorado honorífico por este trabajo. Entre 1848 y 1850 emprendió excavaciones en el Esquilino y descubrió los frescos que representan los paisajes de la Odisea. En 1849 encontró la famosa réplica romana del Apoxyomenos de Lysipp en el Trastevere y al mismo tiempo comenzó las excavaciones en el Foro Romano en la zona de la Basílica Julia. También inició amplias excavaciones en la Via Appia entre la Tumba de Caecilia Metella y la Bovillae, que llevó a cabo hasta 1853. En 1855 fue nombrado director de los Museos Capitolinos, sucediendo al marqués Giuseppe Melchiorri (1796-1855). Bajo el mandato del Papa Pío IX y durante el breve periodo de la República Romana de 1849, Luigi Canina fue elegido miembro del Consejo Municipal en 1847, 1849 y 1854. En 1855, fue elevado a la nobleza de la ciudad de Roma.

## Publicaciones (selección)
- Architettura dei principali popoli antichi considerata nei monumenti. 9 Bände. Rom 1827–1844.
- Le nuove fabbriche della Villa Borghese denominata Pinciana. Società Tipografica, Rom 1828.
- Pianta topografica di Roma antica con i principali monumenti ideati nel loro primitivo stato secondo le ultime scoperte, e con i frammenti della marmorea pianta capitolina disposti nel suo dintorno. Canina, Rom 1830 (2. Auflage 1850; Digitalisat).
- Indicazione topografica di Roma antica. Canina, Rom 1831 (Digitalisat).
- Descrizione storica del Foro Romano e sue adiacenze. Canina, Rom 1834 (Digitalisat).
- Descrizione di Cere antica. Canina, Rom 1838 (Digitalisat).
- Esposizione storica della Campagna romana antica. Canina, Rom 1839.
- Descrizione dell’antico Tuscolo. Canina, Rom 1841 (Digitalisat).
- Pianta della Campagna romana. Canina, Rom 1843.
- Ricerche sull'architettura più propria dei tempi cristiani, ed applicazione della medesima ad una idea di sostituzione della Chiesa cattedrale di S. Giovanni in Torino. Canina, Rom 1843 (erheblich erweiterte Neuauflage 1846).
- L’antica Etruria marittima compressa nella dizione pontificia descritta ed illustrata con i monumenti. 2 Text- und 2 Tafelbände. Canina, Rom 1846–1851 (Digitalisat).
- Gli edifizj antichi dei contorni di Roma cogniti per alcune reliquie. 6 Bände. Bertinelli, Rom 1846–1856.
- L’antica città di Veij descritta e dimostrata con i monumenti. Canina, Rom 1847 (Digitalisat).
- La prima parte della Via Appia dalla Porta Capena a Boville. Zwei Bände. Bertinelli, Rom 1853 (Band 1, Band 2).